# Puègverd
Puègverd, Puivert en francès, és un comú occità, que administrativament forma part del departament de l'Aude i la regió d'Occitània. Es troba al cantó d'Eissalabra, a una distància de 60 quilòmetres al sud de Carcassona i a 45 quilòmetres a l'est de Foix. Puègverd és una de les aturades dins l'anomenada Ruta dels castells càtars, ja que va ser lloc d'incidència càtara durant el segle xii i xiii, i encara en conserva un castell.

## Història
Fins al segle xiv, el poble de Puègverd era format per algunes cases aïllades pel territori, properes al castell de Puègverd. Després de la croada albigesa, Puègverd i el Quercorb esdevingueren Terra Privilegiada i els seus habitants van ser dispensats de certs tributs fiscals reials a canvi de servir i de vigilar el castell, que entrà en la línia de fortaleses de frontera davant de la Corona d'Aragó. Aquesta situació es mantingué fins a la Revolució Francesa, quan els senyors de la regió, la família de Roux (Ros en occità), van ser desposseïts.
El 1790, després de la divisió de França en comunes, el territori i la comunitat de L'Escala són annexats al comú de Puègverd amb l'estatut de vilatge.
Durant la Segona Guerra Mundial Puègverd és incendiat pels alemanys a causa de la connexió dels seus habitants amb la Resistència. El poble no serà reconstruït fins un cop acabada la guerra.

## Geografia
La localitat està situada als contraforts dels Pirineus, a les ribes del Blau i prop de Mirapeis.

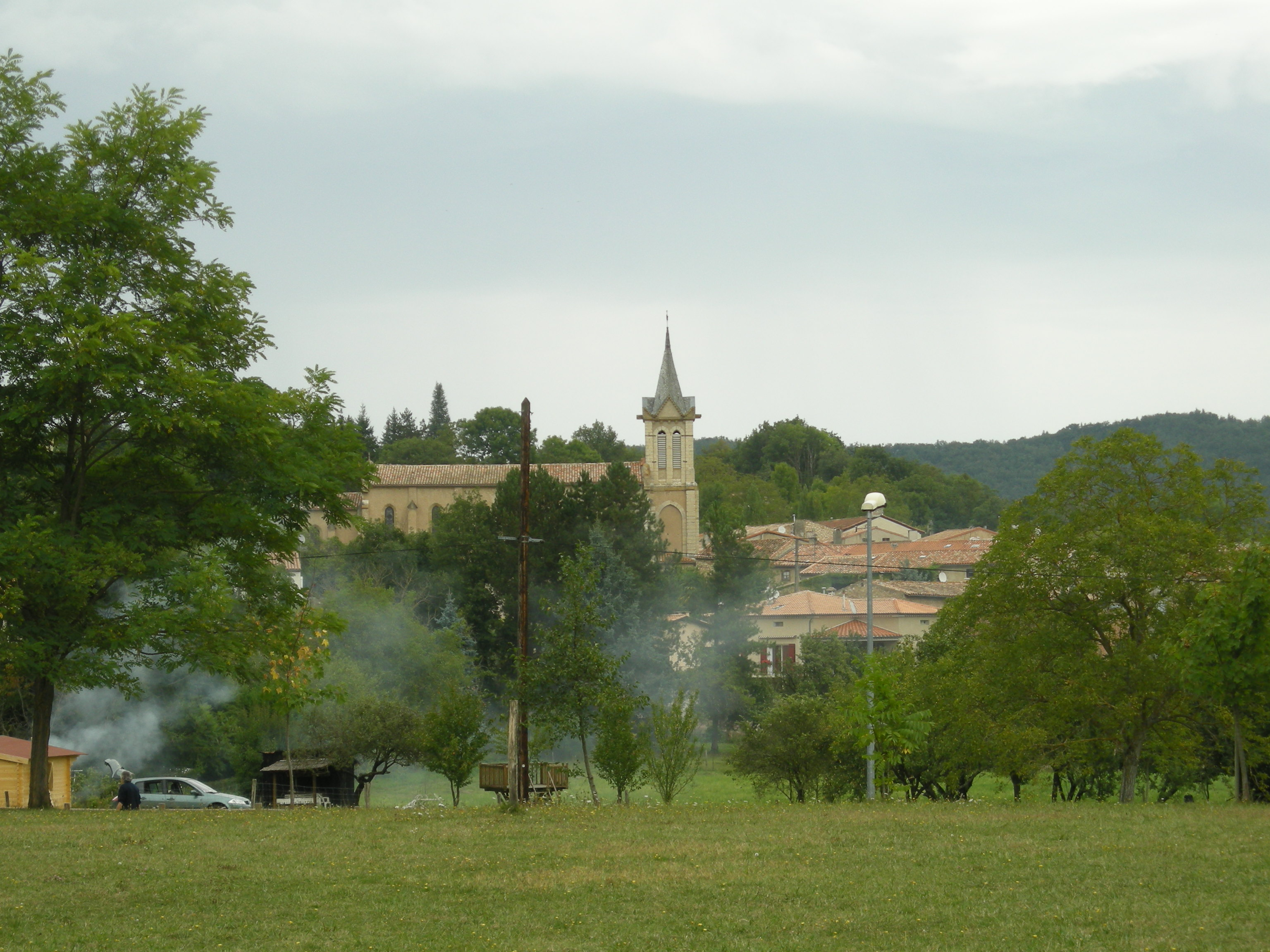
Església

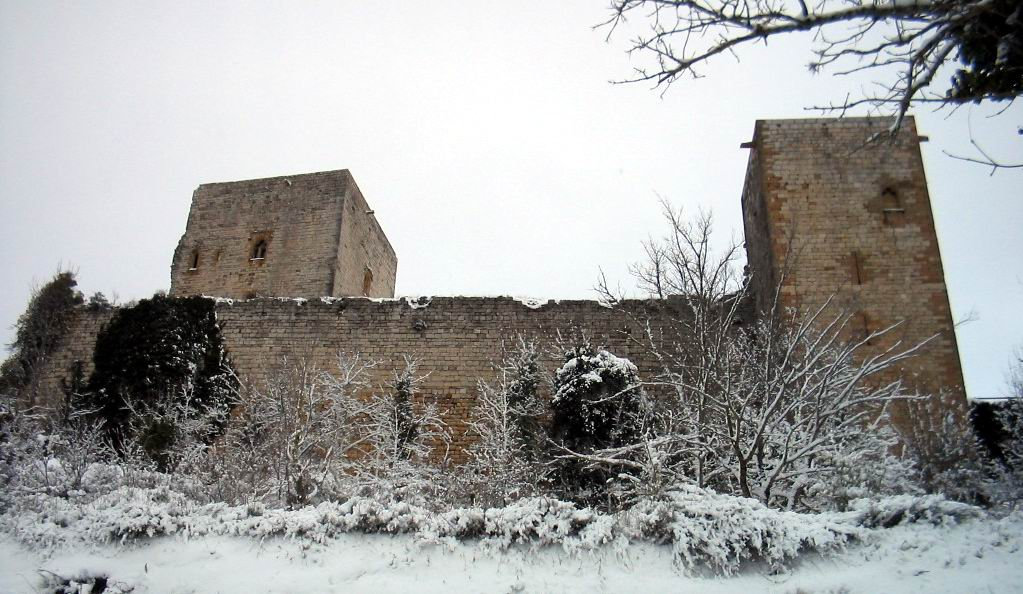
Castell de Puègverd

## Demografia
| 1962 | 1968 | 1975 | 1982 | 1990 | 1999 |
| ---- | ---- | ---- | ---- | ---- | ---- |
| 645  | 683  | 551  | 552  | 467  | 410  |

## Llocs d'interès
- Castell de Puègverd.
- Llac
- Església
- Museu del Quercorb (arts, tradicions i instruments de música medievals)